# Lithocystis minchini
Lithocystis minchini is een soort in de taxonomische indeling van de Myzozoa, een stam van microscopische parasitaire dieren. Het organisme komt uit het geslacht Lithocystis en behoort tot de familie Urosporidae. Lithocystis minchini werd in 1904 ontdekt door Woodcock.